# Groupe dérivé
En mathématiques, en algèbre dans un groupe G, le groupe dérivé, noté D(G) ou [G, G], est le plus petit sous-groupe normal pour lequel le groupe quotient G/[G, G] est abélien. Le groupe dérivé de G est trivial si et seulement si le groupe G est abélien. Le groupe quotient de G par son groupe dérivé est l'abélianisé de G.
Le procédé d'abélianisation permet souvent de prouver que deux groupes ne sont pas isomorphes. Il intervient aussi en géométrie.

## Commutateurs
Le commutateur de deux éléments {\displaystyle g\in G} et {\displaystyle h\in G} est par définition l'élément {\displaystyle [g,h]} défini par :
Le commutateur mesure le défaut de commutation des éléments g et h :
En particulier, dans un groupe abélien, tous les commutateurs sont égaux à l'élément neutre {\displaystyle e}.
- L'inverse du commutateur de g et de h est le commutateur de h et de g :

- L'ensemble des commutateurs est stable par tout endomorphisme {\displaystyle \psi } de G : pour tous g et h dans G,

- Pour tous g, h, et k dans G, on a :

## Groupe dérivé
L'ensemble des commutateurs est stable par l'inverse mais pas nécessairement par composition. Il n'est pas, en général, un sous-groupe de G. Le sous-groupe engendré par les commutateurs est appelé le groupe dérivé de G, noté D(G) ou [G, G].
En particulier, tout élément de D(G) est un produit fini de commutateurs. Comme l'image d'un commutateur par un endomorphisme de groupe est un commutateur, le groupe dérivé est stable par tout endomorphisme de G : c'est un sous-groupe pleinement caractéristique de G. En particulier, c'est un sous-groupe caractéristique, et donc normal, de G.
Exemples :
- Le groupe dérivé du groupe symétrique Sn est le groupe alterné An.
- Le groupe dérivé du groupe général linéaire GL(n, K) est le groupe spécial linéaire SL(n, K), sauf si n = 2 et K = F2.
- Tous les groupes SL(n, K) sont parfaits (c'est-à-dire que chacun est égal à son sous-groupe dérivé), sauf SL(2,F2) et SL(2,F3).

Propriétés
- Le groupe dérivé d'une somme directe de groupes Gi est la somme directe des groupes dérivés D(Gi)[2].
- Le groupe dérivé d'un produit direct de groupes Gi est, dans le produit direct des groupes dérivés D(Gi), le sous-groupe constitué des éléments g pour lesquels il existe un entier ng tel que, pour tout i, la composante gi de g soit un produit de ng commutateurs.

## Abélianisé
Comme [G, G] est un sous-groupe normal de G, on peut définir le quotient de G par [G, G], par définition l'abélianisé de G :
Exemples
- Si G est commutatif, alors Gab est égal à G/{1} donc s'identifie canoniquement à G.
- Si G est le groupe multiplicatif ℍ* des quaternions de Hamilton non nuls, alors [G, G] est le groupe des quaternions de norme 1, qui n'est autre que la sphère unité S3 de ℝ4. La fonction a ↦ ║a║, de ℍ* dans le groupe multiplicatif ℝ*+ des nombres réels strictement positifs, est un morphisme de groupes surjectif de noyau S3, et par passage au quotient on obtient un isomorphisme de (ℍ*)ab = ℍ*/S3 sur ℝ*+.

Pour tout groupe G, son abélianisé Ab(G) est un groupe abélien.
C'est même le plus grand quotient abélien de G au sens suivant (ce qui prouve que le « plus petit sous-groupe normal pour lequel le groupe quotient G/[G, G] est abélien », évoqué en introduction, existe et est égal au groupe dérivé défini ci-dessus) :
Si H est un sous-groupe normal de G, le quotient G/H est abélien si et seulement si H contient le groupe dérivé de G.
En effet, G/H est abélien si et seulement si, pour tous éléments g et h de G, il existe x dans H tel que :  gh = xhg, c'est-à-dire si et seulement si (pour tous g et h) le commutateur [g, h] appartient à H.
La propriété précédente se reformule en termes de morphismes :
Tout morphisme de G vers un groupe abélien se factorise à travers Ab(G).
L'abélianisé d'un groupe est son premier groupe d'homologie à coefficients entiers : Gab = H1(G, ℤ).

## Suite dérivée
La suite dérivée de G est la suite des sous-groupes de G définie par récurrence de la façon suivante :
et
Les sous-groupes de G apparaissant dans sa suite dérivée sont des sous-groupes pleinement caractéristiques de G.

Si cette suite est stationnaire à {\displaystyle \{e\}}, c'est-à-dire s'il existe un naturel n tel que {\displaystyle D^{n}(G)=\{e\}}, le groupe est dit résoluble.